# Gallaher Peak
Gallaher Peak är en bergstopp i Antarktis. Den ligger i Västantarktis. Inget land gör anspråk på området. Toppen på Gallaher Peak är 1 005 meter över havet.
Terrängen runt Gallaher Peak är kuperad åt sydost, men åt nordväst är den platt.  Trakten är obefolkad. Det finns inga samhällen i närheten.